# Soltan Shah
Soltan ben Fakhr al-Mulk Ridhwân, ou Soltan Shah (né en 1108 ; mort après 1123), est un émir seldjoukide d'Alep de 1114 à 1118, fils de Ridwan, émir d’Alep.

## Biographie
Soltan Shah est né en 1108, de Ridwan, émir d'Alep de 1095 à 1113 et d'une de ses épouses. Son frère ainé Alp Arslan succède à leur père en 1113, en massacrant deux de ses frères. On ignore pour quelle raison Soltan Shah, âgé de six ans, a échappé au massacre. Alp Arslan présente rapidement les caractéristiques d'un tyran sanguinaire, fou et débauché. Seul son eunuque Lûlû ose encore l'approcher, mais craignant pour sa vie, il l'assassine dans son sommeil en septembre 1114. Pour conserver le pouvoir, Lûlû place sur le trône le jeune frère d'Alp Arslan, Soltan Shah.
Mais la situation avec les croisés ne s'arrangent pas et Roger de Salerne, régent d'Antioche, exige d'Alep une taxe sur chaque pèlerin musulman se rendant à la Mecque, ce qui pousse à bout la population alépine et Lûlû est assassiné par les soldats de son escorte en avril 1117. Le qâdî de la ville, Ibn al-Khashshâb, conscient qu'Alep est sous la menace constante des Francs, expose aux notables que la sécurité d'Alep est en permanence compromise et leur propose de confier la ville à un chef turcomans capable, l'émir Il Ghazi ibn Ortoq. Ce dernier vient prendre possession de la ville au cours de l'été 1118 et épouse une fille de Ridwan, et Soltan Shah s'exile.
Soltan Shah est cité une dernière fois en 1124. À Il Ghazi ont succédé son neveu Balak, qui s'est voulu le fer de lance de la reconquête musulmane, mais dont les ambitions inquiètent les autres émirs syriens, puis Timurtash, fils d'Il-Ghazi. Les émirs syriens veulent éliminer définitivement le danger que représente Alep et forment une coalition avec le roi Baudouin II de Jérusalem et assiègent Alep. Soltan Shah participe à ce siège, espérant recouvrer son trône. Mais les Alépins rejettent Timurtash, qui se désintéresse de la lutte contre les Francs et s’est installé à Mardin, abandonnant Alep, « parce qu’il trouvait qu’il y avait trop de guerres contre les Francs » et offrent la ville à l’atabeg de Mossoul, Aq Sonqor Bursuqî.
On ne sait pas ce qu'il devient ensuite. Avec lui disparait la branche syrienne des Seldjoukides.